# Suslic de Franklin
El suslic de Franklin (Poliocitellus franklinii) és una espècie de rosegador de la família dels esciúrids. Viu al Canadà i els Estats Units. Es tracta d'un animal diürn que s'alimenta de llavors, fruita i fulles. Els seus hàbitats naturals són els herbassars, les praderies, les vores dels aiguamolls i els camps. És una espècie en risc mínim, és a dir, no sembla que hi hagi cap amenaça significativa per a la seva supervivència.
Aquest tàxon fou anomenat en honor del marí britànic John Franklin.